# Parafia Matki Bożej Szkaplerznej w Dobrej
Parafia Matki Bożej Szkaplerznej w Dobrej – parafia rzymskokatolicka, należąca do diecezji tarnowskiej. Obejmuje miejscowości: Dobra, Gruszowiec, Jurków Dolny i Porąbka. 
Odpust parafialny obchodzony jest w niedzielę przed 16 lipca – świętem Matki Bożej Szkaplerznej.

## Historia
Parafia w dobrej została erygowana 2 lipca 1361 przez biskupa krakowskiego Jana Bodzanta przy świątyni, która spłonęła 1 lipca 1678. Jej fundatorami zostali Marek ze Skrzydlnej, Jakus z Jodłownika, Mikołaj z Raciborzan, Arnold z Kostrzyny i Stanisław Z Topoli. Na zgliszczach wzniesiono nowy kościół pw. świętych Apostołów Szymona i Judy Tadeusza - drewniany, zrębowy. W 1760 dobudowano od strony północnej dodatkową kaplicę, w której umieszczono barokowy ołtarz z obrazem Matki Bożej Szkaplerznej, ufundowany przez ówczesnego proboszcza Wojciecha Juraszewskiego.
Od 1882 roku rozpoczęto starania w sprawie budowy nowej świątyni w Dobrej i gromadzenie środków na ten cel. 
W 1925 z parafii został wydzielony Jurków, w którym erygowano osobną parafię.
W 1951 roku ówczesny proboszcz parafii, ks. Edward Wojtusiak, rozpoczął inwentaryzację zabytków w Dobrej i utworzył w plebanii Muzeum Parafialne, będące filią Muzeum Diecezjalnego w Tarnowie.
Ostatecznie nowy kościół Matki Bożej Szkaplerznej wybudowano w latach 1982-1989. Kościół konsekrował biskup tarnowski Józef Życiński 16 lipca 1991.
Od 2017 roku proboszczem parafii jest ks. Wojciech Sroka.

## Kościół
Parafia w Dobrej administruje dwoma kościołami:
- Kościół Matki Bożej Szkaplerznej – duża, nowoczesna świątynia murowana, pełniąca funkcję kościoła parafialnego. W niedziele i święta odprawiane są tu 4 msze, a w dni powszednie 2.

- Kościół św. św. Apostołów Szymona i Judy Tadeusza – zabytkowy drewniany kościół pomocniczy, znajdujący się na szlaku architektury drewnianej. Msze odprawiane są w nim wyłącznie w czwartki w okresie letnim.

## Kler parafialny
- Proboszcz
  - ks. Wojciech Sroka (od 2017)

## Wspólnoty, koła i zgromadzenia przy parafii
- Dziewczęca Służba Maryjna
- Schola
- Akcja Katolicka
- Organizacja charytatywna „Caritas”
- Rada Duszpasterska
- Stowarzyszenie Rodzin Katolickich
- Bractwo Szkaplerza Świętego
- Apostolska Grupa Młodzieży